# Алиев, Азиз Джамиль оглы
Азиз Джамиль оглы Алиев (род. 16 января 1975, Баку) — доктор медицинских наук, профессор.
Ректор Бакинского филиала Первого Московского государственного медицинского университета имени И. М. Сеченова с 14 декабря 2015 года.
Ведущий научный сотрудник и хирург-онколог отделения опухолей головы и шеи Национального центра онкологии Азербайджанской Республики (с мая 2013 года).

## Биография
Азиз Джамиль оглы Алиев родился 16 января 1975 года в городе Баку, в семье интеллигенции.
Окончил среднюю школу №134 города Баку с серебряной медалью, затем поступил на лечебный факультет Азербайджанского государственного медицинского университета.
По Государственной программе образования продолжил свое обучение в Соединенных Штатах Америки, где успешно окончил Нью-Йоркский Университет. Далее поступил в резидентуру Питтсбурского Медицинского Университета (США), где основное внимание уделял патологиям головы и шеи.
После успешного завершения 2-летней программы «Онкология головы и шеи» в онкологическом центре Соединенных Штатов Америки – Memorial Sloan-Kettering, удостоился диплома хирурга-онколога. После подтверждения медицинского диплома хирурга в Австрии работал хирургом-онкологом в клинике Barmherzigen Schwestern (Австрия) в отделении опухолей головы и шеи.
Более 10 лет, А.Д.Алиев является ведущим научным сотрудником и хирургом-онкологом отделения опухолей головы и шеи Национального центра онкологии Министерства здравоохранения Азербайджанской Республики.
Решением Высшей Аттестационной Комиссией при Президенте Азербайджанской Республики А. Д. Алиеву присвоено учёная степень доктора медицинских наук и учёное звание профессор в области онкологии.
Работал проректором по лечебной работе Азербайджанского медицинского университета.
С 2015 года Указом Президента Азербайджанской Республики назначен Ректором Бакинского филиала I Московского государственного медицинского университета им. И. М. Сеченова.
Профессор А. Д. Алиев является членом Американского и Европейского обществ клинических онкологов, является членом редакционной коллегии «Азербайджанского Журнала Онкологии». Член Диссертационного Совета по специальностям «онкология», «лучевая диагностика и терапия». Член Ученого Совета Национального центра онкологии МЗ АР.
Благодаря его организаторским способностям и под его непосредственным руководством, в Азербайджане регулярно проводятся международные конференции по диагностике и лечению злокачественных опухолей. Результаты своих исследований он регулярно докладывает на международных конгрессах, конференциях и съездах онкологов в США, Германии, Австрии и России.
При непосредственном участии профессора А. Д. Алиева, заключен целый ряд договоров о научно-практическом содружестве между Национальным Центром Онкологии Азербайджана и ведущими онкологическими центрами США - онкологическим центром MD Anderson, Университетом Weill Cornell, Университетом Illinoys и Европы.
Под руководством профессора А. Д. Алиева успешно защищены 2 диссертации в области онкологии на соискание ученой степени доктора философии по медицине, завершается еще 2 диссертации. Профессором А. Д. Алиевым опубликовано более 50 печатных работ, посвященных решению проблем современной онкологии, в числе которых 1 монография, 4 учебных пособия, 1 методическая рекомендация. 
Профессор А. Д. Алиев является ведущим специалистом в области диагностики и хирургического лечения опухолей головы и шеи. Важнейшими направлениями его научно-практической деятельности являются заболевания щитовидной железы, гортани, глотки, языка, кожи и другие патологии головы и шеи. Под руководством профессора А. Д. Алиева создана комплексная программа по профилактике и ранней диагностике опухолей головы и шеи и предопухолевых заболеваний. 
В диагностике и лечении опухолей головы и шеи профессор А. Д. Алиев использует наиболее передовые технологии: тонкоигольную биопсию, радионуклидное исследование, SPECT-CT (одноканальная позитронно-эмиссионная компьютерная томография), лечение радиоактивным йодом и др. Передовые методы диагностики позволяют с высокой степенью информативности определить наличие опухоли и степень ее распространенности. Эти данные позволяют проводить адекватное хирургическое лечение.
Женат, имеет двоих детей.

## Награды
- Премия «Звёзды Содружества» в номинации «За выдающийся вклад и достижения в области науки и образования» (2025)[2].

## Личная жизнь
Отец — академик Алиев, Джамиль Азиз оглы, директор Национального центра онкологии. 
Мать — Алиева Дильшад Гусейн гызы, доцент Азербайджанского государственного университета нефти и промышленности.